# Автошлях Т 0405
Автошля́х Т 0405 — автомобільний шлях територіального значення у Дніпропетровській області. Пролягає територією Дніпровського та Петриківського районів через Дніпро — Хутірське. Загальна довжина — 33,6 км.

## Маршрут
Автошлях проходить через такі населені пункти:
| Автошлях Т 0405          |         |
| Дніпропетровська область |         |
| Дніпровський район       |         |
| Дніпро                   | О040410 |
| Слобожанське             | E50М30  |
|                          | Т 0404  |
| Степове                  |         |
| Чумаки                   |         |
| Петриківський район      |         |
| Хутірське                | Т 0414  |